# سالي روجرز
سالي روجرز (بالإنجليزية: Sally Rogers)‏ هي ممثلة بريطانية، ولدت في 12 أكتوبر 1964 في مانشستر في المملكة المتحدة.

## وصلات خارجية
- سالي روجرز على موقع IMDb (الإنجليزية)
- سالي روجرز على موقع قاعدة بيانات الفيلم (الإنجليزية)